# KT Tunstall
Kate Victoria "KT" Tunstall, född 23 juni 1975, är en skotsk sångare-låtskrivare.
Tunstall albumdebuterade 2004 med Eye to the Telescope, från vilket hon fick en hit med låten "Black Horse and the Cherry Tree". Uppföljaren KT Tunstall's Acoustic Extravaganza kom 2006, efter att hon tidigare samma år vunnit en Brit Award för bästa brittiska kvinnliga soloartist. Hennes tredje album, Drastic Fantastic, gavs ut 2007.

## Diskografi
- 2004 – Eye to the Telescope
- 2006 – KT Tunstall's Acoustic Extravaganza
- 2007 – Drastic Fantastic
- 2010 – Tiger Suit
- 2013 – Invisible Empire / Crescent Moon